# نمادگذاری اینشتین
در ریاضیات، و به ویژه در کاربرد جبر خطی در فیزیک، قرارداد جمع‌زنی اینشتین (به انگلیسی: Einstein summation convention یا Einstein notation) قراردادی است که مطابق آن، شاخص‌های تکراری با هم جمع می‌شوند، که این به ساده‌سازی عبارات پیچیده، به‌ ویژه در محاسبات تانسوری، کمک شایانی می‌کند.
در این قرارداد، در مواردی که شاخص‌ها به‌صورت جفت‌های تکراری ظاهر می‌شوند، می‌توان علامت‌های جمع را حذف کرد.
به‌عنوان مثال:
{\displaystyle \sum _{j}\delta _{b}^{a}X^{b}=X^{b}}
و یا:
{\displaystyle A\cdot B=g_{ab}A^{a}B^{b}}
که باید روی a و b جمع بزنیم. یا اینکه:
{\displaystyle \mathbf {} a_{ik}a_{ij}=\sum _{i}a_{ik}a_{ij}}
که روی شاخص i (که جفت تکرار است) جمع زده می‌شود.
این قرارداد برای اولین بار در نامه‌ای از اینشتین به یکی از دوستانش ذکر شده، که در آن نوشته‌بود:
من یک کشف بزرگ در ریاضیات کرده‌ام. من نشانهٔ جمع را برای هر بار که یک اندیس دو بار تکرار می‌شود، حذف کردم.